# Confluence (Pensilvania)
Confluence es un borough ubicado en el condado de Somerset en el estado estadounidense de Pensilvania. En el año 2000 tenía una población de 834 habitantes y una densidad poblacional de 201.7 personas por km².

## Geografía
Confluence se encuentra ubicado en las coordenadas 39°48′36″N 79°21′24″O / 39.81000, -79.35667.

## Demografía
Según la Oficina del Censo en 2000 los ingresos medios por hogar en la localidad eran de $23,462 y los ingresos medios por familia eran $31,181. Los hombres tenían unos ingresos medios de $26,705 frente a los $19,750 para las mujeres. La renta per cápita para la localidad era de $12,129. Alrededor del 21.2% de la población estaba por debajo del umbral de pobreza.